# Grace Campbell Stewart
Grace Campbell Stewart (falecida em 1863) foi uma pintora britânica de miniaturas.

## Biografia
Stewart era uma das filhas de Anthony Stewart, 1773-1846, um pintor de retratos e miniaturas de Crieff em Perthshire e de Janet Weir, cujo pai, Alexander Weir, também era pintor. Seu pai ensinou Grace e sua irmã mais velha, Margaret Seguier, a pintar. Depois de se mudar para Londres, onde viveu em Clapham por um longo período, Grace Stewart construiu uma reputação como uma excelente pintora em miniatura. Entre 1843 e 1856 expôs 14 trabalhos na Royal Academy de Londres. A maioria eram miniaturas de retratos de membros da nobreza escocesa, incluindo os filhos de John Scott, segundo conde de Eldon e sua esposa Louisa.